# Asiens historia
Asiens historia började för hundratusentals år sedan då människan vandrade in från Afrika. De första människorna levde som jägare/samlare. Det var i Asien, närmare bestämt i bördiga halvmånen, som städer, skrift och stater uppstod för första gången. 

## Civilisationernas uppkomst
6000 f.Kr. började byar och mindre städer uppstå vid floderna Eufrat och Tigris, Indus och Gula floden. När konstbevattning togs i bruk kunde mer avancerade civilisationer uppstå. Mellan 3000 f.Kr. och 2000 f.Kr. fanns tre områden i Asien med utvecklade samhällen: i mellanöstern Sumer, vid indusfloden Induskulturen och omkring Gula floden Shangdynastin.

## Islams expansion
Under Muhammed och efter honom Abu Bakr enades arabiska halvön under islam. Detta innebar starten på en omfattande expansion. De två stora rikena som gränsade till arabiska halvön, Sasanider och Bysantinska riket, hade under en längre tid legat i krig med varandra och var båda ekonomiskt utmattade och muslimerna vann flera slag. Islam spreds med svärdet till Mellanöstern, Centralasien och delar av Indien. Österut besegrades kineserna vid slaget vid Talas. Senare kom muslimska handelsmän att sprida islam till den indonesiska övärlden via handelsvägarna.
Från början av 600-talet och tre hundra år framåt härskade Tangdynastin i Kina. Dynastin innebar stabilitet och ökat välstånd och handeln ökade bland annat via sidenvägen. Indien var försvagat efter invasioner av hunner och de norra delarna hamnade under muslimskt styre. I Japan genomfördes Taikareformerna inspirerade av Tangdynastin i Kina.

## Mongolerna 1200-1370

Djingis Khan

När Djingis Khan lyckades ena de mongoliska stammarna i slutet av 1100-talet innebar det grunden för världshistorien mest omfattande rike. Genom ett effektivt rytteri blev mongolerna omöjliga att stoppa. Efter Djingis död fortsatte hans söner expansionen och när riket var som störst så omfattade det hela Asien med undantag för Japan, Sydostasien, Indien och Arabiska halvön. Den stabilitet som uppkom i de erövrade områdena ledde till en ökad handel bland annat på sidenvägen. För den muslimska världen kom mongolernas erövring att bli en katastrof när hela städer jämnades med marken och befolkningen dödades. Även Kina och östra Europa härjades svårt. 1294 när storkhanen Khubilai Khan dog delades riket upp i fyra delar

## Arvet efter mongolerna 1370-1500
De riken som uppstod efter delningen av mongolväldet gick skilda öden tillmötes. Gyllene Horden kom att präglas av inre stridigheter och blev så småningom uppslukat av Ryssland. Diaghtaikhanatet innefattade Iran och delar av Centralasien och övergick så småningom till islam liksom Ilkhanatet. Dessa khaner splittrades så småningom och kom slutligen att falla samman efter Timur Lenks härjningar i slutet av 1300-talet. I Kina grundades Yuandynastin vilken även omfattade mongolernas hemland. Denna dynasti bestod fram till 1368 då den ersattes av Mingdynastin.

## Imperiernas tid

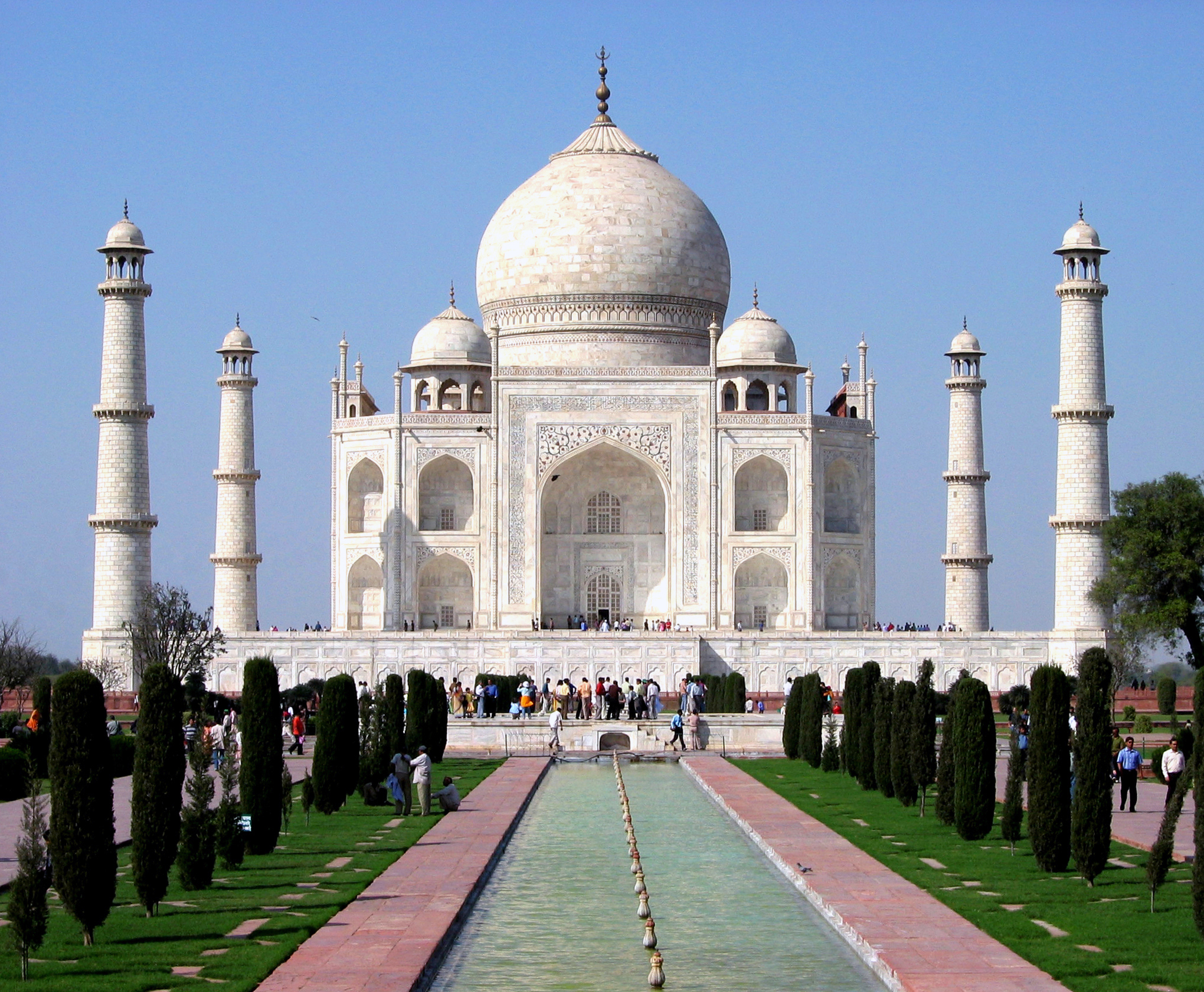
Taj Mahal byggdes under Mogulrikets tid

I västra Asien expanderade Osmanska riket och kom att bli en stormakt ända till början av 1900-talet. I början av 1500-talet började Safavider-dynastin i Iran som präglades av ständiga konflikter med osmanerna. Efter dynastins fall kom Nader Shah till makten och gav Iran en sista storhetstid. Babur grundade 1526 Mogulriket i norra Indien som utvidgades av hans efterträdare Akbar den store till att omfatta nästan hela Indien.
I Kina tog manchuerna makten över den svaga Mingdynastin och utropade 1644 Qingdynastin men även denna dynasti kom att få svårt att hävda sig. I Japan kom Tokugawa-familjen till makten och förde en isolationistisk politik som begränsade Japans kontakter med omvärlden. 

## Kolonialtiden

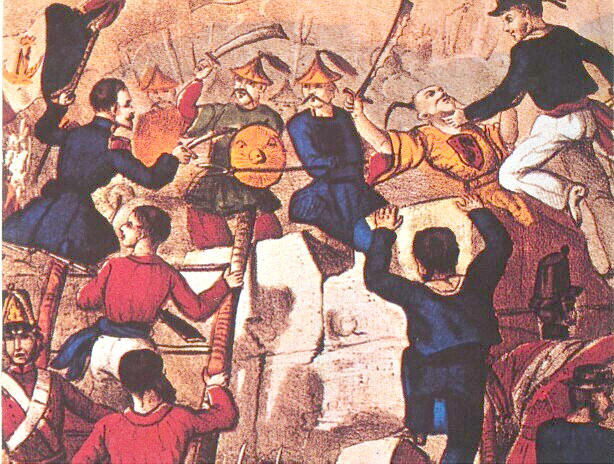
Andra opiumkriget

Stora delar av Asien kom att tillhöra europeiska stormakter eller hamna under "intressesfärer" under 1800-talet och början på 1900-talet. Storbritannien lyckades med Brittiska Ostindiska Kompaniet skaffa sig ett stort inflytande i Indien framför de andra europeiska länderna. Från 1858 kom Indien helt att ingå i Brittiska Indien. Frankrike kompenserade förlusten av inflytande i Indien med expansion i östra Sydostasien. Ryssland expanderade militärt i centralasien och sydöstra Sibirien. 
I Kina hade de flesta stormakter intressesfärer. Man bedrev handel genom att köpa bland annat siden, porslin och te medan man sålde silver och opium. Det fanns ett stort folkligt missnöje med detta i Kina vilket ledde fram till opiumkrigen och boxarupproret.
1907 slöts ett avtal mellan Ryssland och Storbritannien om uppdelande av Persien i intressesfärer. Afghanistan erövrades aldrig av någon av dessa länder utan kom att vara en buffertzon.

## Koloniernas frigörelse och andra världskriget

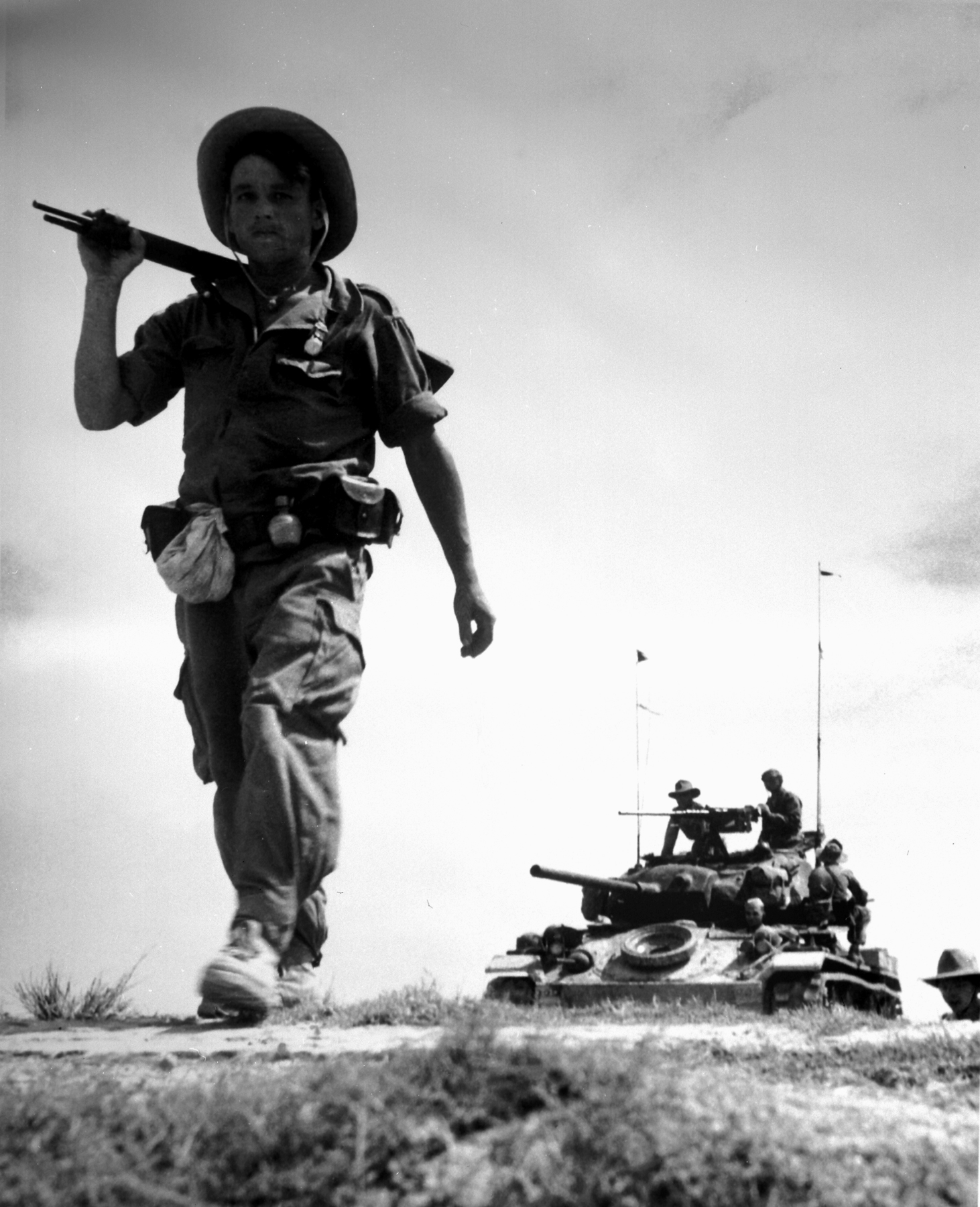
Fransk soldat i sydostasien 1954

Britternas erövringar av indiska subkontinenten kom 1947 och 1948 att resultera i bildandet av fyra självständiga stater: Indien, Burma, Sri Lanka och Pakistan. I Vietnam fortsatte Ho Chi Minh sin kamp mot de franska ockupanterna som fördrevs efter förlusten vid Điện Biên Phủ och länderna i sydostasien blev självständiga 1954. Efter USA:s misslyckade försök att stödja den sydvietnamesiska regeringen i Vietnamkriget enades Vietnam 1975.
I Kina segrade Mao Zedong över nationalisterna och Kina blev kommunistiskt. Områden som ockuperats av Sovjet och Japan togs tillbaka och Tibet annekterades. Korea delades i två delar, en sovjetkontrollerad och en USA-kontrollerad. Detta ledde fram till Koreakriget vilket befäste delningen och två stater bildades.

## Asiens moderna historia

Vy över Shanghai, en stad som genomgår en snabb modernisering

Efter andra världskriget valde de asiatiska länderna olika vägar. Medan till exempel Japan, Sydkorea och Taiwan blev marknadsekonomier blev Kina (och senare även Vietnam efter Vietnamkriget) kommunistiskt. De muslimska länderna och Indien valde en mittenväg. Under 1980- och 1990-talet började fler länder mer och mer anamma kapitalism och avreglerade sina ekonomier. De fyra asiatiska tigerekonomierna (Hongkong, Singapore, Sydkorea och Taiwan) hade en snabb ekonomisk utveckling på 70-talet. Efter Kina avreglerat sin ekonomi skedde omfattande investeringar från utlandet vilket ledde till en kraftig exportökning. Kina kom att kallas världens verkstad medan Indien tog över delar av tjänstesektorn från västvärlden. I dessa båda befolkningsmässiga stormakter har tillväxttalen varit nästan tvåsiffriga under de sista decennierna av 1900-talet. Man talar ofta om 2000-talet som Asiens århundrade.
Även inom kultur har Asien fått en större betydelse. Begrepp som Bollywood, Hongkong-action och manga är idag inget exotiskt. Indiska, kinesiska och japanska restauranger finns i mångfald i alla större svenska städer.